# Улёмский
Улёмский — посёлок в Борском районе Самарской области. Входит в состав сельского поселения Подсолнечное.

## География
Находится на расстоянии примерно 18 километров по прямой на северо-восток от районного центра села Борское.

## Население
Постоянное население составляло 15 человек (русские 74 %) в 2002 году, 8 в 2010 году.